# Ditrichum heteromallum
Ditrichum heteromallum là một loài rêu trong họ Ditrichaceae. Loài này được Hedw. E. Britton mô tả khoa học đầu tiên năm 1913.